# مرض فيروس كورونا والسرطان
يُعد السرطان واحدًا من الأمراض الأساسية المستبطنة التي تزيد من خطورة تطور مرض فيروس كورونا إلى مرض خطير.

## خطر الإصابة بمرض شديد
حذرت الخدمات الصحية الوطنية في المملكة المتحدة أن الذين يخضعون للعلاج الكيميائي والإشعاعي النشط لسرطان الرئة وكذلك المصابين بسرطان نخاع العظام أكثر عرضة للإصابة بأمراض خطيرة إذا أصيبوا بمرض
فيروس كورونا.
تزيد حالة التثبيط المناعي لبعض مرضى السرطان من خطر الإصابة بالعدوى مقارنة بعامة السكان. يؤدي التثبيط المناعي أيضًا إلى تعريض مرضى السرطان لمضاعفات خطيرة، مما قد يؤدي إلى تأخير العلاج الذي يؤثر سلبًا على تشخيص المرض.
في السويد، تبين أن الأفراد الذين تلقوا مؤخراً علاجًا كيميائيًا معرضون لخطر أكبر للإصابة بأمراض خطيرة بعد إصابتهم بمرض فيروس كورونا.

## التحديات
أشار وانغ وزانغ إلى أن الخطر الأساسي لمرضى السرطان خلال جائحة فيروس كورونا، يتمثل في محدودية الوصول إلى الرعاية الصحية المطلوبة، وعدم القدرة على تلقي الخدمات الطبية اللازمة في الوقت المناسب؛ وذلك بسبب الطلب الكبير على الطاقم الطبي وخدمات الرعاية الصحية، خاصة في المناطق الوبائية عالية الخطورة.
هذا بالإضافة إلى الصعوبات المرافقة لنقل الخلايا الجذعية لمرضى السرطان، حيث أنه يجب زراعة الخلايا الجذعية بعد 72 ساعة من التبرع بها. فإذا تعرض المتبرعون للإصابة بفيروس كورونا فإنهم لا يستطيعون التبرع إلا بعد التعافي تماماً. وهذاأمر معقد ويستغرق الكثير من الوقت، لذلك لا بد من تواجد متبرعين احتياطيين.

## الرعاية الصحية للمرضى المصابين بالسرطان خلال جائحة فيروس كورونا
سوف تستمر السياسة المتبعة في المملكة المتحدة في علاج المرضى المصابين بالسرطان بنفس الطريقة المتبعة في الظروف العادية، حيث ألغت إنجلترا واسكتلندا العمليات الجراحية الاختيارية. كما وأصدرت وكالة تنظيم الأدوية ومنتجات الرعاية الصحية في المملكة المتحدة إرشادات حول إدارة الوضع الطبي أثناء الوباء، واقترحت إيصال الدواء إلى منازل المرضى لتجنب الزيارات غير الضرورية إلى العيادات.

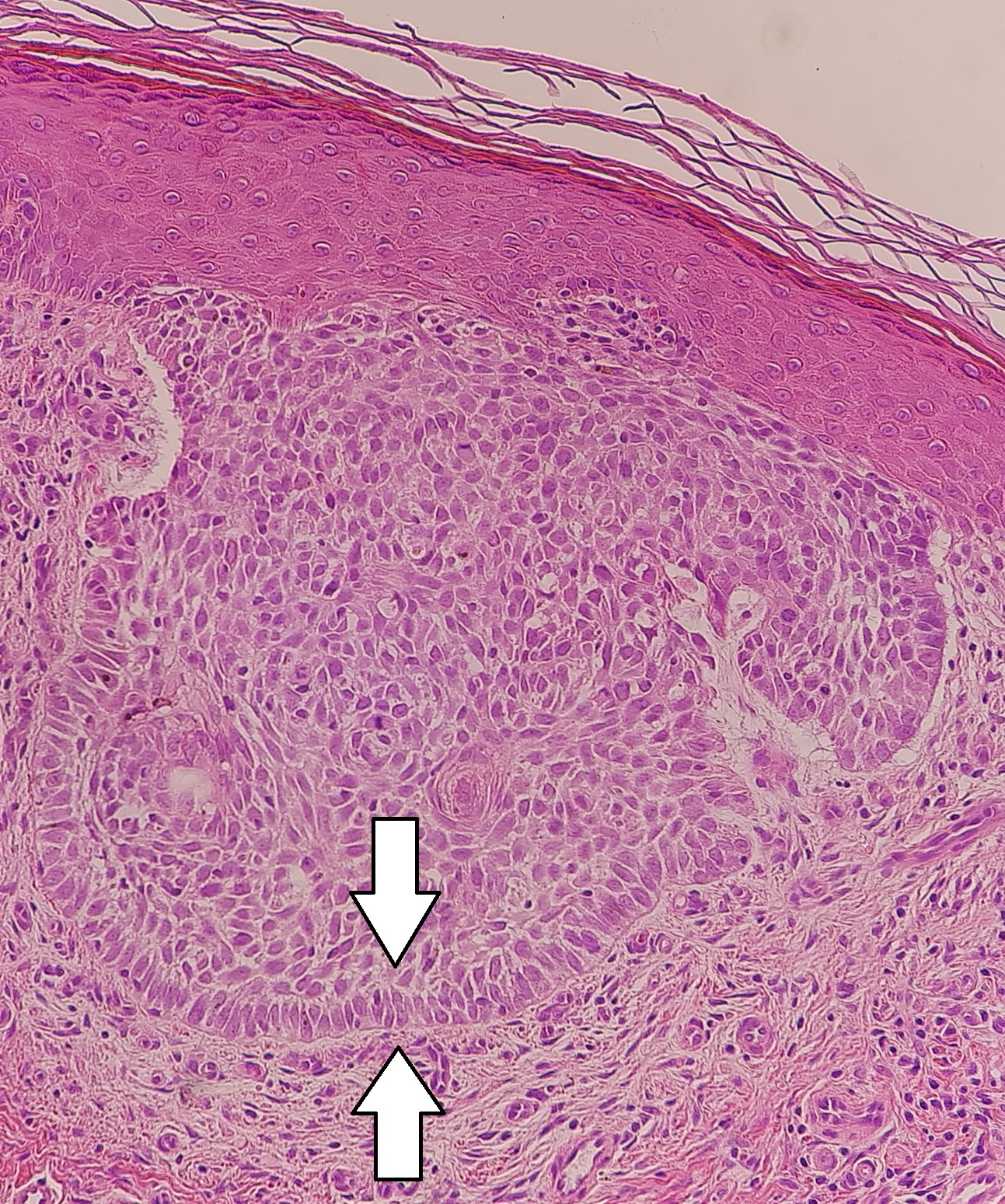
خلايا سرطانية

## التوصيات
توصي الجمعية الأوروبية لعلم الأورام الطبي [الإنجليزية] أن يكون اختصاصيّو الأورام على استعداد لتعديل الروتين السريري في أعقاب جائحة كورونا. وهناك توصيات لاستخدام الخدمات الطبية عن بعد، وتقليل زيارات العيادات، وتحويل المعالجة الوريدية إلى معالجات تحت الجلد أو فموية إن أمكن ذلك. كما توصي بضرورة تقديم النصح والإرشاد للمرضى حول كيفية التحكم بالعدوى.
تؤكد الخدمات الصحية الوطنية في انجلترا أن قرارات المريض الفردية يجب أن تتخذها فرق متعددة التخصصات. كما أنها أنشئت مجموعات تقدم الأولوية لأولئك الذين يتلقون علاجات مضادة للسرطان. حيث أن المرضى الذين لديهم فرص أعلى للنجاح يحصلون على الأولوية للعلاج على الآخرين.
تنصح الجمعية الأوروبية لجراحة الأورام بعدم رؤية مرضى السرطان الذين تزيد أعمارهم عن 70 عامًا في العيادة، إلا إذا كان ذلك عاجلاً.